# Kouaba
Kouaba är ett arrondissement i kommunen Natitingou i Benin. Den hade 6 044 invånare år 2002.